# Eperua leucantha
Eperua leucantha är en ärtväxtart som beskrevs av George Bentham. Eperua leucantha ingår i släktet Eperua och familjen ärtväxter. Inga underarter finns listade i Catalogue of Life.